# パレンティ
パレンティ（イタリア語: Parenti）は、イタリア共和国カラブリア州コゼンツァ県にある、人口約2,100人の基礎自治体（コムーネ）。

## 地理

### 位置・広がり

#### 隣接コムーネ
隣接するコムーネは以下の通り。括弧内のCZはカタンザーロ県所属を示す。
- アプリリアーノ
- ビアンキ
- コロージミ
- マルツィ
- ロリアーノ
- タヴェルナ (CZ)